# Heinrich Römer (Obersteiger)

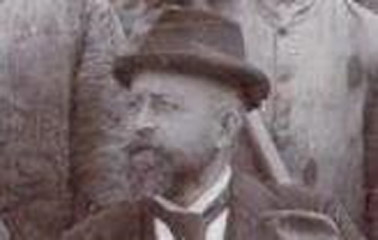
Obersteiger Heinrich Römer 1901

Heinrich Römer (* 4. Juli 1859 in Immekeppel; † 15. November 1931 in Bergisch Gladbach) war ein deutscher Obersteiger. Als solcher war er langjähriger Grubenbeamter, wie man die leitenden Angestellten von Bergwerksunternehmen seinerzeit nannte, auf der Grube Lüderich.

## Leben
Römer besuchte zunächst die Schule Immekeppel. Anschließend machte er eine Ausbildung zum Steiger an der Bergschule Siegen. 1883 heiratete er Berta Debbelt aus dem Münsterland. Anfangs wohnten sie gemeinsam in Immekeppel. Sie hatten sieben Kinder. Fünf von ihnen starben bereits im frühen Kindesalter. 1900 zogen sie um in das neu errichtete Steigerhaus in Steinenbrück gegenüber der alten Aufbereitungsanlage. Römers Frau verstarb 1908. Zwei Jahre später heiratete er in zweiter Ehe Eleonore Settegast, mit der er eine Tochter hatte.
Als Mitglied der Deutschen Zentrumspartei wurde er 1892 für den Ortsteil Steinenbrück in den Gemeinderat Overath aufgenommen. Seit 1899 war er zudem ehrenamtlicher Beigeordneter. Beide Ämter behielt er bis 1928 inne.
Römer stammte aus einem katholischen Elternhaus und engagierte sich entsprechend. Er war Mitglied im Kirchenvorstand von St. Walburga in Overath. Den Weg von Steinenbrück nach Overath empfand er als sehr weit. Deshalb wünschte er sich eine Kirche in seinem Wohnort Steinenbrück. Zusammen mit mehreren Gleichgesinnten gründete Römer am 13. April 1902 den Kirchenbauverein St. Barbara. Römer wurde als Vorsitzender gewählt. Die Grundsteinlegung für die Sankt Barbara Kirche Steinenbrück erfolgte am 1. Mai 1914; zwei Jahre später wurde sie am 2. April 1916 eingeweiht.

## Beruf
Wo seine erste Anstellung in einem Bergwerk war, ist nicht bekannt. Es gibt schriftliche Nachweise, dass er seit 1888 bei der Société des Mines et Fonderies de Zinc de la Vieille-Montagne (AG des Altenbergs) auf der Grube Lüderich tätig war. Hier blieb er als Obersteiger bis zu seinem Eintritt in den Ruhestand.
In dieser Zeit leitete er auch die Freiwillige Feuerwehr der AG des Altenbergs auf dem Lüderich.

## Auszeichnungen
- Rettungsmedaille am Band (Preußen)
- Königlich Preußisches Verdienstkreuz in Gold
- Widmung der Römerstraße in Steinenbrück, sie verläuft zwischen dem Auguststollen und der Sankt Barbara Kirche.